# Muras United
Muras United är ett kirgizisk fotbollsklubb från Dzjalal-Abad i Kirgizistan. Klubben grundades år 2023.

## Meriter
Kirgiziska ligan: 0
- 3:e pl.: 2024

Kirgiziska cupen: 2
- Vinnare: 2023, 2024
- Finalist:

Supercup: 0
- Vinnare:
- Finalist: 2024

## Placering senaste säsonger
| Säsong | Nivå | Liga           | Placering | Referens | Notering |
| ------ | ---- | -------------- | --------- | -------- | -------- |
| 2023   | 1    | Premjer Ligasy | 5         | [ 3 ]    |          |
| 2024   | 1    | Premjer Ligasy | 3         | [ 4 ]    |          |
| 2025   | 1    | Premjer Ligasy |           | [ 5 ]    |          |